# New Holland (Ohio)
New Holland is een plaats (village) in de Amerikaanse staat Ohio, en valt bestuurlijk gezien onder Fayette County en Pickaway County.

## Demografie
Bij de volkstelling in 2000 werd het aantal inwoners vastgesteld op 785.
In 2006 is het aantal inwoners door het United States Census Bureau geschat op 787, een stijging van 2 (0.3%).

## Geografie
Volgens het United States Census Bureau beslaat de plaats een oppervlakte van
4,8 km². New Holland ligt op ongeveer 264 m boven zeeniveau.

## Plaatsen in de nabije omgeving
De onderstaande figuur toont nabijgelegen plaatsen in een straal van 20 km rond New Holland.